# Општина Санмартин (Харгита)
Санмартин (рум. Sânmartin) општина је у Румунији у округу Харгита.
Oпштина се налази на надморској висини од 1116 m.